# Swedish Open 2007
Lo Swedish Open 2007 (conosciuto anche come Catella Swedish Open per motivi di sponsorizzazione) è stato un torneo di tennis giocato sulla terra rossa. È stata la 60ª edizione dello Swedish Open, che fa parte della categoria International Series nell'ambito dell'ATP Tour 2007. Si è giocato al Båstad Tennis Stadion di Båstad in Svezia,dal 9 al 16 luglio 2007.

## Campioni

### Singolare
David Ferrer ha battuto in finale  Nicolás Almagro con il punteggio di 6–1, 6–2

### Doppio
Simon Aspelin /  Julian Knowle hanno battuto in finale  Martín García /  Sebastián Prieto con il punteggio di 6–2, 6–4